# Marlboro Challenge
Marlboro Challenge foi um desafio anual automobilistico sancionado pela Championship Auto Racing Teams (CART) que ocorreu de 1987 a 1992, com patrocínio da marca de cigarros Marlboro. A corrida não valia pontos para o campeonato; desta forma, elas não aparecem no registro oficial de estatísticas históricas da categoria.

## Lista de Vencedores
| Ano  | Data          | Local        | Piloto             | Chassis          | Motor     | Equipe             | Ref.  |
| ---- | ------------- | ------------ | ------------------ | ---------------- | --------- | ------------------ | ----- |
| 1987 | 31 de Outubro | Tamiami Park | Bobby Rahal        | Lola             | Cosworth  | Truesports         | [ 1 ] |
| 1988 | 5 de Novembro | Tamiami Park | Michael Andretti   | Lola Racing Cars | Cosworth  | Kraco Racing       | [ 2 ] |
| 1989 | 14 de Outubro | Laguna Seca  | Al Unser, Jr.      | Lola Racing Cars | Chevrolet | Galles Racing      | [ 3 ] |
| 1990 | 6 de Outubro  | Nazareth     | Rick Mears         | Penske Racing    | Chevrolet | Penske Racing      | [ 4 ] |
| 1991 | 19 de Outubro | Laguna Seca  | Michael Andretti   | Lola Racing Cars | Chevrolet | Newman/Haas Racing | [ 5 ] |
| 1992 | 03 de Outubro | Nazareth     | Emerson Fittipaldi | Penske           | Chevrolet | Penske Racing      | [ 6 ] |